# جي. إرنست فيرويذر
جي. إرنست فيرويذر هو مهندس معماري كندي، ولد في 7 نوفمبر 1850 في سانت جون في كندا، وتوفي بنفس المكان في 16 ديسمبر 1920.